# The Paradise
The Paradise è una serie televisiva britannica liberamente basata sul romanzo Al paradiso delle signore scritto da Émile Zola.
La serie, che ricolloca le vicende nel Nord Est dell'Inghilterra, è stata trasmessa in prima visione sul canale BBC One dal 25 settembre al 13 novembre 2012 con la prima stagione, e dal 20 ottobre all'8 dicembre 2013 con la seconda e ultima stagione. Entrambe le stagioni sono composte da otto episodi.
In Italia è stata trasmessa in prima visione sul canale a pagamento Mya dal 24 maggio all'11 ottobre 2014.

## Trama
Nel 1875 si seguono le vicende intorno al The Paradise, primo grande magazzino inglese, il cui proprietario è il vedovo John Moray. Denise Lovett è una giovane donna che si trasferisce in città dallo zio Edmund, uno dei commercianti che sono in concorrenza con il Paradise. Denise si fa assumere dal Paradise ed è subito notata da Moray come una stella nascente. Moray dipende finanziariamente da Lord Glendenning, che ha una figlia Katherine intenzionata a sposarlo.

## Episodi
| Stagione         | Episodi | Prima TV UK | Prima TV Italia |
| ---------------- | ------- | ----------- | --------------- |
| Prima stagione   | 8       | 2012        | 2014            |
| Seconda stagione | 8       | 2013        | 2014            |

## Personaggi e interpreti
- John Moray (stagioni 1-2), interpretato da Emun Elliott, doppiato da Emiliano Coltorti.
Il proprietario del Paradise. Partito dal nulla come dipendente, ha fondato il negozio e lo ha fatto crescere grazie alla sua abilità nell'attirare la clientela e nell'affascinarla con prodotti sempre nuovi. Mai sazio di nuovi successi, punta ad ingrandire sempre di più il suo giro di affari. È vedovo e la morte della moglie lo ha profondamente segnato, impedendogli di trovare la felicità in una nuova relazione. Basato sul personaggio di Octave Mouret in Al paradiso delle signore.
- Denise Lovett (stagioni 1-2), interpretata da Joanna Vanderham, doppiata da Valentina Mari.
Giovane ragazza di campagna originaria di Peebles (Scozia). Di buon cuore, è piena di entusiasmo e creatività. Basata sul personaggio di Denise Baudu in Al paradiso delle signore.
- Katherine Glendenning (stagioni 1-2), interpretata da Elaine Cassidy, doppiata da Federica De Bortoli.
Figlia di Lord Glendenning, è una donna volubile, capricciosa e vendicativa. Mira a sposare Moray. Basata sul personaggio di Madame Desforges in Al paradiso delle signore.
- Miss Audrey (stagioni 1-2), interpretata da Sarah Lancashire, doppiata da Anna Rita Pasanisi.
La severa e austera responsabile del reparto Donna del Paradise. Molto legata al rispetto dei ruoli, non tollera che le sue commesse prendano iniziative. Donna in età avanzata, non si è mai sposata per non essere costretta ad abbandonare il lavoro che ama, come le convenzioni sociali prevederebbero. In passato ha avuto una relazione con Edmund Lovett. Basata sul personaggio di Madame Aurélie Lhomme in Al paradiso delle signore.
- Dudley (stagioni 1-2), interpretato da Matthew McNulty, doppiato da Gabriele Lopez.
Il primo collaboratore di Moray, suo primo dipendente in ordine di tempo e migliore amico, nonché confidente. Ragionevole ed equilibrato, controbilancia la sua spregiudicatezza. Basato sul personaggio di Bourdoncle in Al paradiso delle signore.
- Edmund Lovett (stagioni 1-2), interpretato da Peter Wight, doppiato da Bruno Alessandro.
Abile ed esperto sarto capace di realizzare abiti di grande qualità, ha una piccola bottega di fronte al Paradise, di cui soffre la concorrenza. Uomo onesto e orgoglioso, è poco incline ad esprimere i suoi sentimenti. È lo zio di Denise ed è basato sul personaggio di Baudu in Al paradiso delle signore.
- Jonas Franks (stagioni 1-2), interpretato da David Hayman, doppiato da Ambrogio Colombo.
Inquietante dipendente del Paradise che si occupa di ascoltare ed annotare ogni voce udita all'interno del negozio. Fedelissimo di Moray, ha grande rispetto e devozione per la defunta moglie del suo principale, grazie alla quale ha ottenuto l'occupazione. Il suo aspetto privo di un braccio contribuisce ad incutere notevole timore tra i dipendenti. Basato sul personaggio di Jouve in Al paradiso delle signore.
- Sam (stagioni 1-2), interpretato da Stephen Wight, doppiato da Francesco Venditti.
Commesso dalle spiccate doti affabulatorie e dotato di un certo fascino sulle donne. Dalla risposta pronta e talvolta impertinente, con il suo carattere allegro e compagnone tiene alto il morale tra i dipendenti del Paradise. Basato sui personaggi di Hutin e Deloche in Al paradiso delle signore.
- Clara (stagioni 1-2), interpretata da Sonya Cassidy, doppiata da Francesca Manicone.
Ambiziosa e tenace commessa del reparto Donna. Ha un passato difficile e doloroso, che ne ha segnato il carattere rendendolo più duro ed infelice. In passato ha avuto una fugace relazione con Moray. Basata sul personaggio di Clara Prunaire in Al paradiso delle signore.
- Pauline (stagione 1), interpretata da Ruby Bentall, doppiata da Eva Padoan.
Dolce e allegra commessa del reparto Donna incline ai buoni sentimenti. La sua timidezza la rende un po' goffa e le impedisce di esternare a Sam ciò che prova per lui. Basata sul personaggio di Pauline Cugnot in Al paradiso delle signore.
- Arthur (stagioni 1-2), interpretato da Finn Burridge, doppiato da Tito Marteddu.
Ragazzino tuttofare del Paradise, spesso impiegato come fattorino. Nato nel retro del negozio, non ha genitori e i dipendenti del Paradise rappresentano la sua famiglia. Ha un carattere sveglio e vivace.
- Lord Glendenning (stagione 1), interpretato da Patrick Malahide, doppiato da Dario Penne.
Ricco banchiere e principale sostenitore del Paradise. Vive con la figlia Katherine, delle cui sorti è molto attento, dato il carattere volubile della donna. Basato sul personaggio del barone Hartman in Al paradiso delle signore.
- Susy Bell (stagione 2), interpretata da Katie Moore, doppiata da Letizia Ciampa.
Ingenua commessa del reparto Donna.
- Myrtle (stagione 2), interpretata da Lisa Millett, doppiata da Anna Cugini.
La cuoca del Paradise. Il carattere sempre allegro e spesso sboccato nasconde un animo sensibile e orgoglioso.
- Clémence Romanis (stagione 2), interpretata da Branka Katić, doppiata da Sabrina Duranti.
Seducente imprenditrice francese, incarnazione del femminismo e del libertinaggio.
- Flora Weston (stagione 2), interpretata da Edie Whitehead, doppiata da Vittoria Bartolomei.
La giovane figlioletta di Tom Weston.
- Tom Weston (stagione 2), interpretato da Ben Daniels, doppiato da Francesco Prando.
Ex militare ritiratosi dalla professione dopo un doloroso passato in India, che ha lasciato sul suo corpo e nella sua mente profonde ferite. Dal carattere risoluto ed arrogante, è abituato a comandare e a dettare le regole ed è poco incline ad accettare compromessi, ma pone grande valore nella parola data. Ha una bambina, Flora, avuta dal suo primo matrimonio.

## Produzione

### Location
La serie è stata girata all'interno della tenuta del castello di Lambton, sito nella contea di Durham, nella regione inglese del Nord Est. Per poter effettuare le riprese fu necessario compiere dei lavori di restauro all'interno del maniero, come il rifacimento degli intonaci nei vani interessati, che stavano cadendo a pezzi. In due occasioni durante la realizzazione della prima stagione il tetto cedette, allagando e rovinando il set. Gli interni del Paradise, della bottega di Edmund Lovett e del Three Crowns Tavern sono stati realizzati in alcune stanze del castello, al di fuori del quale sono stati ricreati gli esterni di Tollgate Street. Le scene riguardanti la residenza dei Glendenning sono state girate nella Biddick Hall, villa privata situata all'interno della tenuta.

### Design

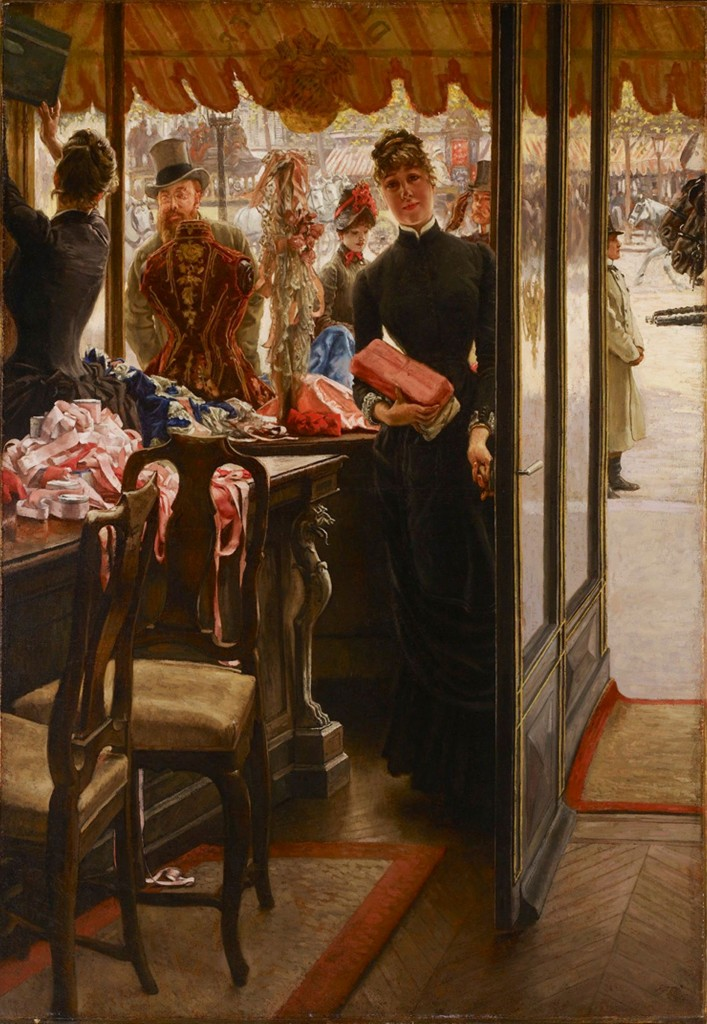
The Shop Girl (1883-1885)

L'architettura del Paradise mescola gli stili degli edifici e dei negozi dell'epoca, ma le scenografie degli ambienti e i costumi sono ispirati alle opere del pittore francese James Tissot (che nel periodo in cui è ambientata la serie lavorava in Inghilterra). Il suo stile prevedeva un uso differente della luce rispetto ai contemporanei e seguendo questo principio l'aspetto delle stanze aperte alla clientela del Paradise non assume i toni cupi spesso usati per rappresentare l'epoca vittoriana, ma diventa luminoso e colorato, in modo da renderle più femminili e romantiche. Gli spazi riservati ai dipendenti del negozio invece restano più tradizionali e meno appariscenti. Anche i costumi seguono lo stesso principio, abbandonando i toni spenti e tristi. Le uniformi delle commesse, basate sul dipinto The Shop Girl, sono realizzate con l'idea di risaltare in mezzo ai costumi delle clienti, rendendo sempre visibili allo spettatore i personaggi che le indossano. Per evitare che il loro colore scuro tolga risalto alla figura delle attrici, il collo e le maniche sono stati orlati con dei pizzi bianchi che contrastano, rafforzando le espressioni del viso.
Gli oggetti di scena che riempiono gli interni del Paradise, apparentemente lussuosi, sono stati acquistati in grandi quantità ad aste locali, mercatini o su Internet e ridipinti con spray dorati per impreziosirli e donare maggiore lucentezza e luminosità. Quelli presenti negli altri negozi di Tollgate Street invece, più classici e tradizionali, hanno subito un processo di invecchiamento. Alcuni degli oggetti utilizzati sono riproduzioni (tutte identiche tra loro) e provengono dai grandi magazzini statunitensi, altri sono d'epoca (ognuno diverso dall'altro per forma e colore) e in certi casi sono stati noleggiati per l'occasione, altri ancora sono stati realizzati appositamente. Alcuni marchi che campeggiano sulle casse dei fornitori del Paradise sono stati replicati partendo da originali realmente esistiti, altri sono stati creati in base allo stile del periodo.

## Riconoscimenti
- 2013 – Music+Sound Awards[7]
  - Miglior colonna sonora per una serie televisiva a Maurizio Malagnini
- 2014 – Music+Sound Awards[8]
  - Miglior colonna sonora per una serie televisiva a Maurizio Malagnini
- 2014 – Televisual Bulldog Awards
  - Candidatura per la miglior colonna sonora per una serie televisiva a Maurizio Malagnini
- 2014 – Irish Film and Television Award[9]
  - Candidatura per la miglior attrice non protagonista a Elaine Cassidy
- 2015 – Primetime Emmy Awards[10]
  - Candidatura alla miglior colonna sonora per una serie televisiva a Maurizio Malagnini